# Эфрон, Инес
Ине́с Эфрон (исп. Inés Efron, 1985, Мехико) – аргентинская актриса.

## Биография
Училась в театральной школе, увлекалась современным танцем, йогой, техниками тела. Дебютировала на экране в фильме «Клей» (2006), рассказывающем о жизни подростков в аргентинской глуши. Получила широкую известность и признание после исполнения роли интерсекс-подростка в фильме Лусии Пуэнсо «XXY» (2007). В 2009 году сыграла ещё в одном фильме Пуэнсо, «Дитя рыбы».

## Фильмография
| Год выпуска | Название фильма                                   | Персонаж     | Режиссёр                          |
| ----------- | ------------------------------------------------- | ------------ | --------------------------------- |
| 2006        | Клей                                              | Андреа       | Алексис Дос Сантос                |
| 2006        | Parece la pierna de una muñeca (короткометражный) |              | Хасмин Лопес                      |
| 2006        | Cara de queso -mi primer ghetto-                  | Ruthi        | Ариэль Виноград                   |
| 2007        | Hoy no estoy (короткометражный)                   | Ella         | Густаво Таретто                   |
| 2007        | XXY                                               | Алекс        | Лусия Пуэнсо                      |
| 2008        | Женщина без головы                                | Candita      | Лукресия Мартель                  |
| 2008        | Cómo estar muerto/ Como estar muerto              |              | Мануэль Феррари                   |
| 2008        | Опустевшее гнездо                                 | Julia Vindel | Даниэль Бурман                    |
| 2008        | Amorosa soledad                                   | Soledad      | Виктория Галарди, Мартин Карранса |
| 2009        | Дитя рыбы                                         | Лала         | Лусия Пуэнсо                      |
| 2010        | Гора Байо                                         | Inés         | Виктория Галарди                  |
| 2010        | Alas (pobre Jiménez)                              | Arlequina    | Ариэль Мартинес Эррера            |
| 2011        | Глухие стены                                      | Ana          | Густаво Таретто                   |
| 2011        | Verdades verdaderas. La vida de Estela            | Laura        | Николас Хиль Лаведра              |
| 2012        | Días de vinilo                                    | Vera         | Габриэль Несси                    |

## Кинонаграды
(по данным IMDb)
- Премия Кларин (англ.) (2007): Лучший женский дебют и лучшая актриса (XXY)
- Премия Серебряный кондор (2008): Лучшая актриса (XXY)
- Премия Картахенского кинофестиваля (англ.), Колумбия (2008): Лучшая актриса (XXY)